# Glenea buquetii
Glenea buquetii är en skalbaggsart som beskrevs av Thomson 1865. Glenea buquetii ingår i släktet Glenea och familjen långhorningar. Inga underarter finns listade i Catalogue of Life.